# Ciasem Girang
Ciasem Girang is een bestuurslaag in het regentschap Subang van de provincie West-Java, Indonesië. Ciasem Girang telt 13.908 inwoners (volkstelling 2010).